# Cheick Comara

2023 - FC San Pedro 🇨🇮
Cheick Comara, né le 14 octobre 1993 en Côte d'Ivoire, est un footballeur international ivoirien évoluant au poste de défenseur central au FC San Pedro 🇨🇮 en Ligue 1 de Côte d’Ivoire 🇨🇮 

## Biographie

### En club
Le 30 mai 2022, il est titularisé contre Al Ahly en finale de la Ligue des champions de la CAF et remporte la compétition grâce à une victoire de 2-0 au Stade Mohammed-V,,,. Le 28 juillet 2022, il est titularisé et atteint la finale de la Coupe du Maroc après une défaite sur séance de penaltys face à la RS Berkane (match nul, 0-0).

### En équipe nationale
Il reçoit sa première sélection en équipe de Côte d'Ivoire le 30 octobre 2015, contre le Ghana (victoire 1-0).
Il participe quelques mois plus tard au championnat d'Afrique 2016. Lors de cette compétition organisée au Rwanda, il est propulsé titulaire et joue six matchs. La Côte d'Ivoire se classe troisième de cette compétition.

## Palmarès
Wydad AC (5)
- Championnat du Maroc
  - Champion en 2017, 2019, 2021 et 2022
  - Vice-champion en 2020
- Ligue des champions de la CAF
  - Vainqueur : 2022 2017
  - Finaliste : 2019
- Coupe du Maroc
  - Finaliste : 2021 (2022)